# St. Mariä Geburt (Kempen)

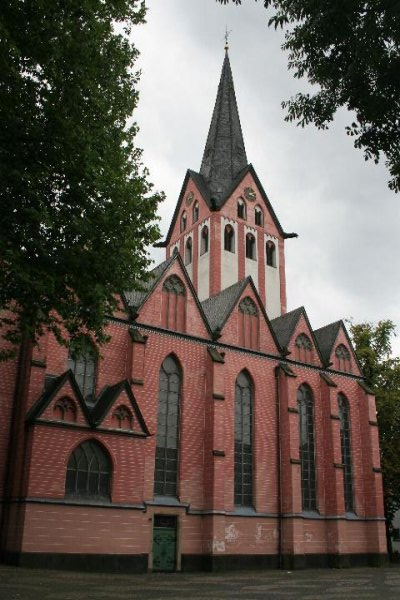
St. Mariä Geburt (Kempen)

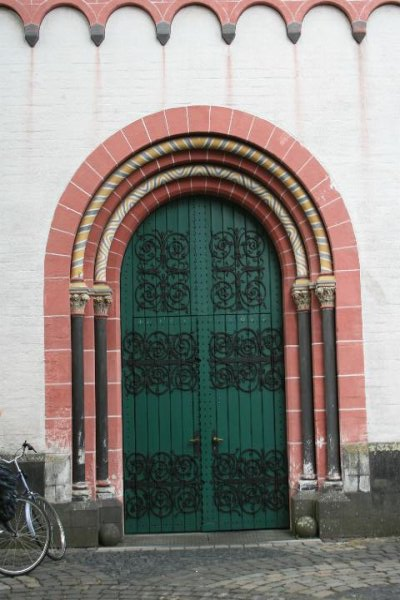
Westportal

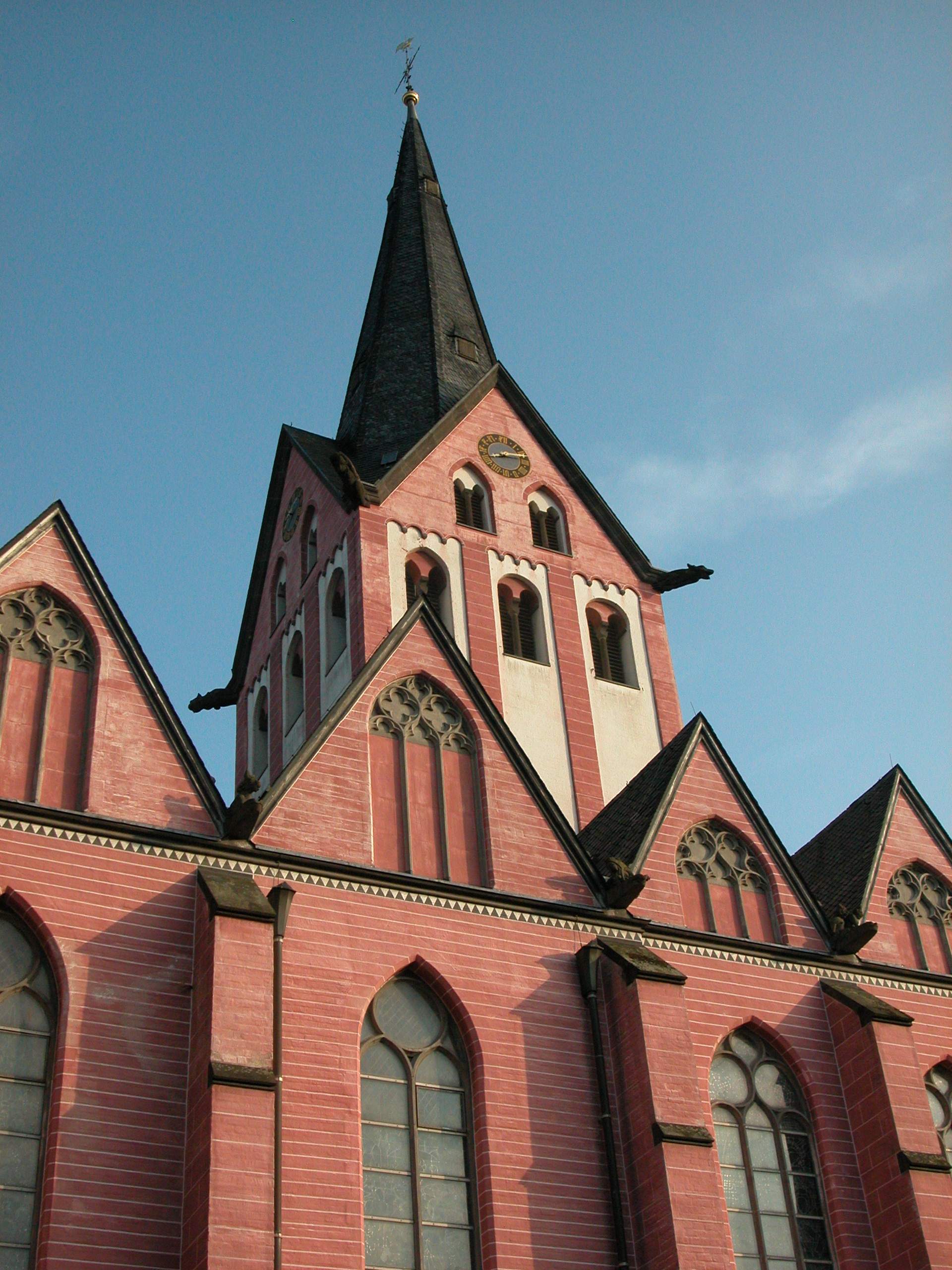
Nordseite mit Turm

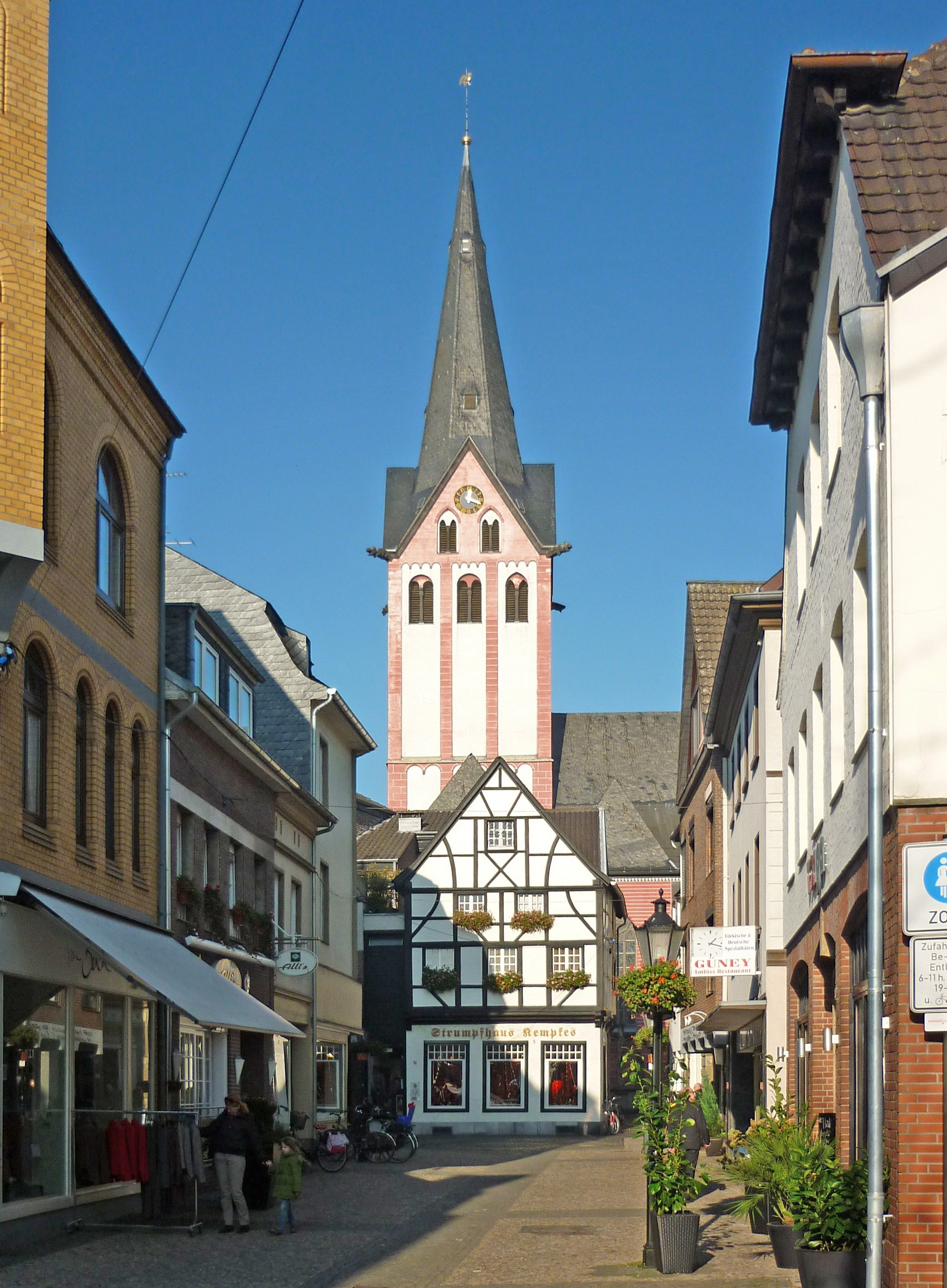
Kirche im Stadtbild von Kempen

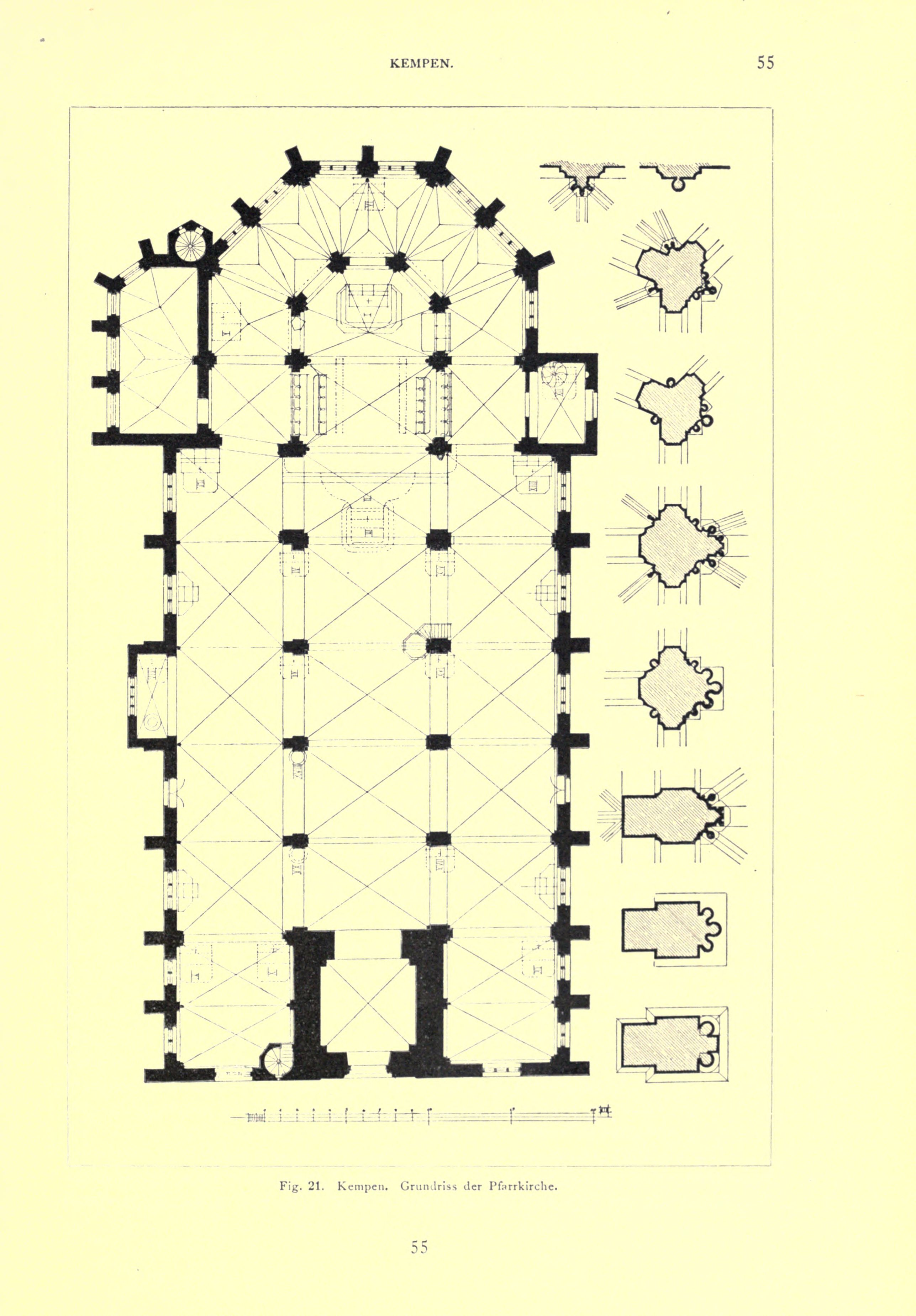
Grundriss

Die katholische Propsteikirche St. Mariä Geburt ist eine gotische Hallenkirche in Kempen am Niederrhein in Nordrhein-Westfalen. Sie gehört zur Kirchengemeinde St. Mariä Geburt Kempen im Bistum Aachen und besitzt eine ungewöhnlich reiche Ausstattung, die durch Auslagerung die schweren Zerstörungen der Kirche im Zweiten Weltkrieg überdauerte.

## Geschichte
Die Marienkirche in Kempen wurde um 1200 unter dem Patronat der Abtei Gladbach errichtet. Die Kirche war zunächst eine dreischiffige, ursprünglich flachgedeckte Basilika, die durch Bauuntersuchungen und Ausgrabungen nachgewiesen werden konnte und um 1240 zur Gewölbebasilika umgebaut wurde. Im 14. Jahrhundert wurde ein Chor aus zwei Jochen mit Fünfachtelschluss angefügt. Um 1400 wurde das Mittelschiff erhöht und neu eingewölbt und ein niedrigeres südliches Seitenschiff erbaut. Im 15. Jahrhundert wurde das Bauwerk in mehreren Bauabschnitten zur bestehenden Anlage umgebaut. Dabei war zunächst eine Pseudobasilika geplant, von der das höhere Ostjoch des Südschiffs stammt, die später als Hallenkirche vollendet wurde. Im Rücksprung zwischen Südschiff und Chorumgang wurde eine zweigeschossige Eingangshalle erbaut. In den Jahren 1453–60 wurde der frühgotische Chor durchbrochen und zu einem Hallenumgangschor umgebaut und das nördliche Seitenschiff in gleicher Höhe wie das Mittelschiff errichtet. In den Jahren 1482–90 wurden die Bauarbeiten mit dem Bau der Sakristei auf der Chornordseite abgeschlossen. Von 1854 bis 1876 erfolgte eine umfassende Restaurierung.
In den Jahren 1939–42 wurden wesentliche Teile der Ausstattung ausgelagert, darunter der Hochaltar, die Seitenaltäre, Teile des Chorgestühls und der Orgelprospekt. Durch Bombenabwurf am 2. Oktober 1942 wurde ein Fenster mit Glasmalereien zerstört und daraufhin die übrigen Glasmalereien vom Ende des 19. Jahrhunderts ebenfalls ausgelagert. Am 8. November 1944 wurden die verbliebenen Fensterscheiben und einige Maßwerke zerstört. Am 2. März 1945 folgten Schäden durch Artilleriebeschuss und einen Bombentreffer, bei dem der Kanzelpfeiler und die Dächer und Gewölbe des Mittel- und des südlichen Seitenschiffs zerstört sowie die Außenmauern beschädigt wurden. Bereits 1945 war ein Notdach errichtet worden; in den Jahren 1948–58 erfolgte die Wiederherstellung der Gewölbe und Fenstermaßwerke, wobei auch der Außenbau verputzt und in Anlehnung an überlieferte Farbfassungen neu gefasst wurde. Die ausgelagerte Ausstattung war bereits 1945 wieder zurückgebracht worden. In den Jahren 1990–93 wurde der Innenraum restauriert und mit einer Farbfassung nach Befund versehen.

## Architektur
Der Turm ist durch Lisenen, Rundbogenfriese und gekuppelte Zwillingsschallöffungen gegliedert. Das Rundbogenportal wurde im 19. Jahrhundert erneuert. Vom Umbau aus der Zeit um 1240 stammen die gemauerten Giebel, über denen sich ein hoher schiefergedeckter Pyramidenhelm erhebt. Um das Langhaus und den Chor läuft außen ein Kaffgesims. Die Strebepfeiler sind mit Pultdächern, der Chorumgang mit einzelnen Walmdächern, die Sakristei und das nördliche Querschiff sind über maßwerkverzierten Giebeln mit quergestellten Satteldächern gedeckt. Das südliche Seitenschiff besaß bis zur Zerstörung ein Satteldach mit gemauertem Westgiebel, wurde jedoch bei dem Wiederaufbau mit jochweise abgewalmten Querdächern gedeckt.
Im Innern sind über den vom Umbau um 1240 stammenden rechteckigen Arkadenpfeilern Kreuzrippengewölbe eingezogen, die von eingestellten Runddiensten aus Trachyt abgefangen werden, wobei jeweils Dreierdienstbündel als Auflager für die Mittelschiffsgewölbe verwendet werden. Die Pfeiler des ursprünglichen Bauwerks sind im Kern erhalten; Kapitelle und Werkstücke wurden beim Umbau wiederverwendet. Die Spitzbogenblenden des Obergadens wurden beim Anbau des Hallenschiffs durchbrochen. Teile des südlichen Obergadens der romanischen Basilika sind  unter dem Seitenschiffsdach erhalten. Die Gliederung erfolgt durch Lisenen und Bogenfriese; die Fassung der Bauteile ist blassrot mit weißen Fugenstrichen. Der Chorumgang ist etwas schmaler als die Seitenschiffe. Die Polygonwände sind zweigeteilt, da der Umgang mit gegeneinander gestellten Dreistrahlgewölben gedeckt ist; dadurch werden die Sichtachsen der Binnenchoröffnungen durch die Pfeiler verstellt, anders als in der Lambertuskirche in Düsseldorf oder der Peterskirche in Rheinberg.
Die Glasmalereien in den Seitenschiffen mit Darstellungen des Rosenkranzes stammen zumeist aus der Werkstatt Hertel & Lersch und wurden 1893–1900 geschaffen. Zu Seiten des Westturms sind die Geheimnisse des schmerzhaften Rosenkranzes und der Schutzmantelmadonna in Glasmalereien von Heinrich Dieckmann aus den Jahren 1935–37 dargestellt. Die Chorfenster aus dem Jahr 1967 wurden durch Wilhelm Geyer geschaffen und haben die Nachfolge Christi zum Thema. Im nördlichen Chorumgang befindet sich ein stark beschädigtes und schlecht erhaltenes Wandbild mit Heiligen des Franziskanerordens, das durch eine erneuerte Inschrift auf das Jahr 1453 datiert ist.

## Ausstattung

### Altäre
Von der einst noch reicheren, bereits in den Jahren 1854–76 dezimierten Ausstattung sind vor allem die drei Antwerpener Retabel zu erwähnen. Sie bestehen aus dreiteiligen Schreinen mit überhöhtem Mittelteil und gemalten Flügeln. Die Farbfassung wurde im 19. Jahrhundert durch die Gebrüder Krämer ergänzt.
Den Platz des Hochaltars nimmt seit dem 19. Jahrhundert der Annenaltar ein, der in den Jahren 1513/14 im Auftrag der Annenbruderschaft von Adrian van Overbeck in Antwerpen für die Nordkapelle neben dem Turm gefertigt wurde. Der Mittelteil zeigt eine Darstellung der Heiligen Sippe, hinzu kommen im Schrein und in der Predella sowie auf den Flügelinnenseiten Szenen aus dem Leben der heiligen Anna und aus den Apokryphen, aus der Legenda aurea und aus einer um 1500 erschienen Annenlegende. Im Gesprenge ist die heilige Anna mit ihren nach der Legende drei Ehemännern dargestellt. Auf den Flügelaußenseiten ist das Jüngste Gericht dargestellt. Die weiteren zehn Tafelgemälde der Schreinrückwand zeigen zeitgleich entstandene Szenen aus dem Marienleben, jedoch nicht von der Hand Overbecks.
Im nördlichen Seitenschiff ist das Antwerpener Retabel des Jakobus- und Antoniusaltars aus der Zeit nach 1520 mit einer Predella des 19. Jahrhunderts aufgestellt. Im Schrein finden sich vier Szenen aus der Legende des Apostels Jakobus Maior, zwei Szenen aus der Lambertuslegende und zwei aus dem Leben des heiligen Antonius Eremita. Die bekrönende Figur des heiligen Antonius Eremita stammt aus dem 17. Jahrhundert. Die Gemälde auf dem linken Flügel zeigen Szenen aus dem Leben des heiligen Jakobus maior, die auf dem rechten Flügel aus dem Leben des Antonius Eremita.
Im südlichen Seitenschiff steht das Retabel des Marienaltars aus Antwerpen aus der Zeit um 1520, wie beim vorgenannten Altar mit einer Predella des 19. Jahrhunderts. Im Schrein finden sich eine Darstellung des Kalvarienbergs und Szenen aus dem Marienleben, die in den unteren Fächern zum großen Teil erneuert wurden. Der Korpus des Kruzifixus stammt vermutlich ebenfalls aus dem 19. Jahrhundert. Die bekrönende Figur des heiligen Georg ist demgegenüber wohl ein ursprünglich zugehöriges Werk. Die Flügel zeigen auf den Innenseiten Szenen aus dem Leben der Heiligen Rochus, Cosmas und Damian, außen sind die Heiligen Antonius Eremita und Sebastian dargestellt. Der Altarauszug zeigt die Heiligen Georg und Quirin. Ein kleiner Hausaltar aus Mecheln aus der Zeit um 1510 stellt eine geschnitzte Gruppe der heiligen Anna selbdritt dar.

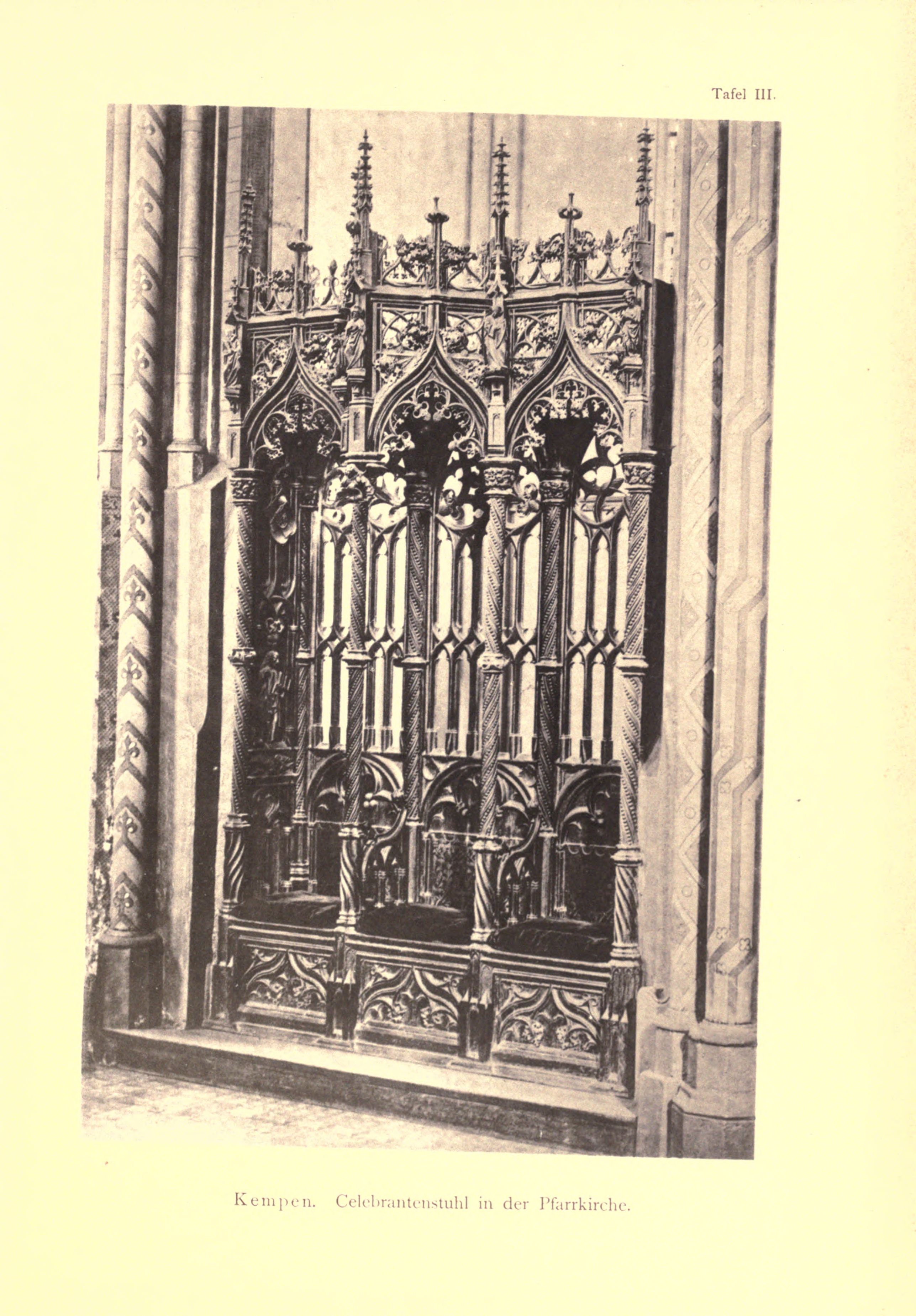
Zelebrantenstuhl

### Weitere liturgische Ausstattung
Ein turmartiges Sakramentshaus wurde aus Sandstein in den Jahren 1460/61 durch Konrad Kuyn geschaffen. Ein an Goldschmiedearbeit erinnernder zweigeschossiger Maßwerkturm erhebt sich über dem blockartigen Fuß und einem rechteckigen Tabernakelgehäuse. Das elegant geformte Werk ist durch einen strengen architektonischen Aufbau und durch grafische Nüchternheit der Details bestimmt. Die Figuren wurden überwiegend ergänzt und zeigen am Tabernakel die Patrone der Tochterpfarreien, in den Bekrönungen der Wimperge die Muttergottes, Petrus und Paulus und im Maßwerkturm Christus zwischen Engeln mit Leidenswerkzeugen.
Ein Taufstein mit rundem Becken, das mit Köpfen und Flachrelief von Fabeltieren versehen ist, wurde um 1200 aus Namurer Blaustein gefertigt. Der profilierte achteckige Fuß entstammt der Spätgotik. Ein dreisitziger Zelebrantenstuhl von 1486 ist auf der Rückseite mit dem Wappen des Kölner Erzbischofs Hermann von Hessen und dem Stadtwappen ausgestattet. Die durchbrochenen Maßwerke, die Ornamente und die durch Punzierung angedeuteten Vorhänge auf dem ungefassten Holz sind sehr fein gearbeitet.
Das zweireihige Chorgestühl aus Eiche wurde 1492 von Johannes Gruter geschaffen. Die geschnitzten Wangen des Gestühls zeigen im Relief die vier Kirchenväter als Standfiguren sowie die vier Marschälle des Erzstifts Köln (Antonius Eremita, Hubertus, Kornelius und Quirinus); auf den Wangen sind kniende Engel mit den Leidenswerkzeugen und dem Wappen der Stadt dargestellt. Die reich geschnitzten Miserikordien sind mit prachtvollen Reliefs versehen, die Darstellungen der Tierfabeln des Äsop und niederrheinische Sprichwörter zeigen.
Der prachtvolle Marienleuchter wurde 1508 vom Meister der von Carbenschen Gedächtnisstiftung geschaffen. An den schmiedeeisernen Leuchterarmen sind Engel als Kerzenhalter in Halbfigur angebracht, im Mittelpunkt findet sich eine Doppelmadonna im Strahlenkranz, deren Krone von zwei schwebenden Engeln gehalten wird. Der Leuchter ist vergleichbar mit denen von St. Nicolai in Kalkar, von St. Aldegundis in Emmerich und von St. Lambertus in Erkelenz.

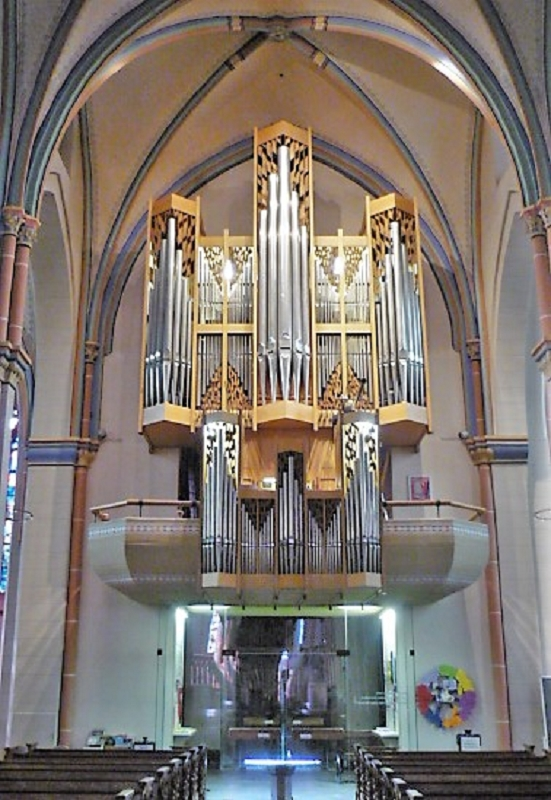
Orgelprospekt

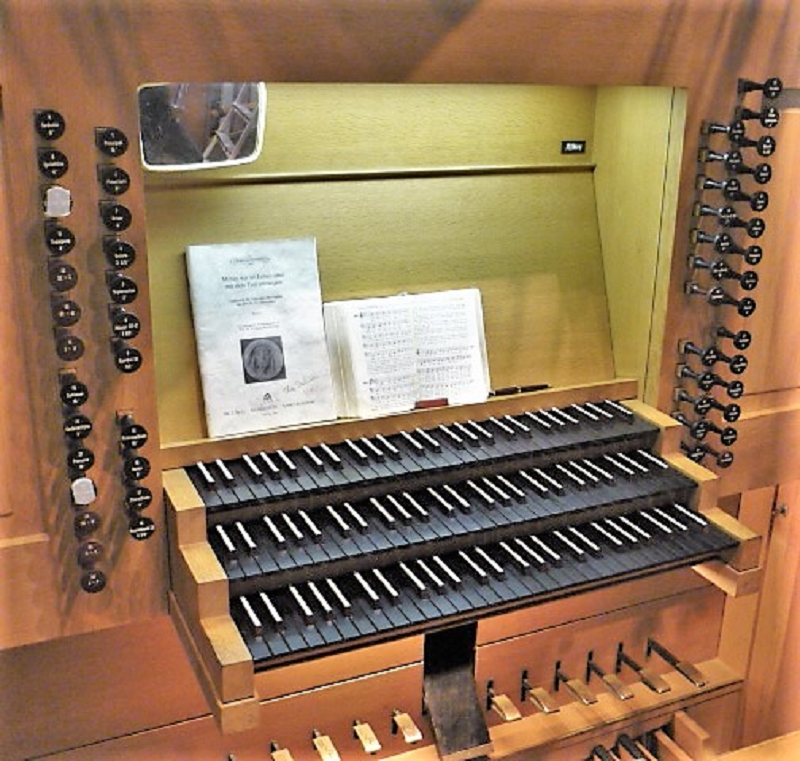
Spieltisch der Orgel

### Holzskulpturen
Ein Vesperbild aus der Zeit um 1380 wurde in Köln geschaffen; der Leichnam Christi ging verloren. Eine als Gnadenbild verehrte thronende Muttergottes aus Nussbaumholz aus der Zeit um 1420/40 wurde im 19. Jahrhundert überarbeitet, wobei der Kopf des Kindes und die linke Hand von Maria ergänzt wurden. Diese Madonna wird heute von zwei Leuchterengeln aus niederrheinischer Herkunft flankiert. Eine niederrheinisch-maasländische Figur des thronenden heiligen Petrus aus der Zeit um 1480 stammt aus dem Peterstor. Eine Standfigur des heiligen Christophorus in doppelter Lebensgröße auf einer Engelskonsole ist eine maasländische Arbeit aus der Zeit um 1480/1500. Eine Figurengruppe der heiligen Anna selbdritt wurde 1492 von Peter von Wesel geschaffen, die Farbfassung wurde 1956 wiederhergestellt. Ein Kruzifixus aus der Zeit um 1525 ist ein künstlerisch herausragendes Werk, das Heinrich Douvermann zugeschrieben wird und mit dem Kruzifixus im Siebenschmerzenaltar der Nikolaikirche in Kalkar verwandt ist. Schließlich sind Figuren der heiligen Katharina und einer weiteren Märtyrerin aus dem 18. Jahrhundert, vermutlich mit originaler Fassung, zu erwähnen. Ein Kriegerehrenmal wurde 1926 von Gerhard Brüx geschaffen.

### Orgel
Die Orgel ist ein Werk der Firma Albiez aus dem Jahr 1979 mit 45 Registern auf drei Manualen und Pedal.
| I Rückpositiv C–g3 |                |       |
| 01.                | Prinzipal      | 8′    |
| 02.                | Quintade       | 8′    |
| 03.                | Rohrflöte      | 8′    |
| 04.                | Prinzipal      | 4′    |
| 05.                | Koppelflöte    | 4′    |
| 06.                | Sesquialter II | 2 ⁄3′ |
| 07.                | Gemshorn       | 2′    |
| 08.                | Quinte         | 1 ⁄3′ |
| 09.                | Rankett        | 16′   |
| 10.                | Krummhorn 0    | 8′    |
|                    | Tremulant      |       |

| II Hauptwerk C–g3 |                       |        |
| 11.               | Principal             | 16′    |
| 12.               | Praestant             | 08′    |
| 13.               | Gedeckt 0             | 08′    |
| 14.               | Oktav                 | 04′    |
| 15.               | Spitzflöte            | 04′    |
| 16.               | Quinte                | 02 ⁄3′ |
| 17.               | Superoktav            | 02′    |
| 18.               | Cornett III-V (ab c0) | 08′    |
| 19.               | Mixtur IV–V           | 01 ⁄3′ |
| 20.               | Cymbel III            | 01⁄2′  |
| 21.               | Trompete              | 08′    |

| III Schwellwerk C–g3 |                      |         |
| 22.                  | Bourdon              | 16′     |
| 23.                  | Principal            | 08′     |
| 24.                  | Bourdon              | 08′     |
| 25.                  | Gambe                | 08′     |
| 26.                  | Voix céleste (ab c0) | 08′     |
| 27.                  | Prestant             | 04′     |
| 28.                  | Flute octaviante     | 04′     |
| 29.                  | Nazard               | 02 ⁄3′  |
| 30.                  | Quarte de Nazard     | 02′     |
| 31.                  | Tierce               | 01 3⁄5′ |
| 32.                  | Plein Jeu V-VI       | 02′     |
| 33.                  | Basson               | 16′     |
| 34.                  | Trompette            | 08′     |
| 35.                  | Hautbois             | 08′     |
| 36.                  | Clairon              | 04′     |
|                      | Tremulant            |         |

| Pedal C–f1 |                 |        |
| 37.        | Prinzipalbass   | 16′    |
| 38.        | Subbass         | 16′    |
| 39.        | Octav           | 08′    |
| 40.        | Gedecktflöte    | 08′    |
| 41.        | Choralbass      | 04′    |
| 42.        | Rauschbass IV 0 | 02 ⁄3′ |
| 43.        | Posaune         | 16′    |
| 44.        | Trompete        | 08′    |

- Koppeln: I/II, III/I, III/II, I/P, II/P, III/P

### Vakanter Orgelprospekt
Ein wertvoller Orgelprospekt blieb auf der Südempore erhalten, er stammt von einer Orgel von Veit ten Bendt aus Köln aus dem Jahr 1541 und ist der einzige erhaltene Orgelprospekt der Renaissance im Rheinland. Der Prospekt zeigt ein dreitürmiges Oberwerk, dessen Mittelturm auf einer Pferdekonsole und dessen Seitentürme auf je einem bärtigen Kopf ruhen. Der Sockel ist mit geschnitzten Füllungen versehen, die mit Arabesken und Kopfmedaillons in der Art Heinrich Aldegrevers dekoriert sind. Nur die vier Füllungen unter dem Kranzgesims befinden sich am ursprünglichen Ort, die übrigen wurden nach Umbauten und Verlusten willkürlich zusammengefügt. Die einstige Farbfassung ging verloren. 
In den Jahren von 1991 bis 2002 wurde der Prospekt daher nach Entwurf von Cornelius H. Edskes durch die Kölner Restauratoren Röthinger/von Welck rekonstruiert und um die fehlenden Teile ergänzt. Bisher wurde jedoch noch kein neues Orgelwerk eingebaut.